# Марія Кунцевічова
Марíя Кунцевічóва (до шлюбу Щепанська, пол. Maria Kuncewiczowa (Szczepańska); 30 жовтня 1895 Самара — 15.07.1989, м. Казімеж Дольний (пол. Kazimierz Dolny) — польська письменниця.

## Біографія
Навчалася літератури і музики у Кракові, Варшаві і в Парижі. Публікувала свої твори в тижневому журналі «Блущ», «Сучасна жінка», «Літературні новини». Дебютувала в 1918 р. твором «Бурштини» («Bursztyny») у 13 номері газети «Pro Arte et Studio», першу книгу опублікувала в 1926 р. Це був популярний історичний нарис, присв'ячений імператриці Сіхі, володарці боксерів. В подальших роках писала романи, оповідання, нариси. 
У 1938 р. стала лауреаткою «Золотого лавру» польської Академії літератури (пол. Złotego Wawrzynu Akademickiego Polskiej Akademii Literatury). Після 1939 р. проживає у Франції, Англії, США. В 1962—1968 викладає польську мову у Чикаго. Приблизно від 1969 проживала в м. Казімеж над Віслою, в 1970—1984 рр. зимові місяці проводила в Італії. 
Письменниця є лауреаткою численних нагород. В 1989 р. Університет ім. Марії Кюрі-Склодовської  признав їй титул почесного доктора (doktora honoris causa). 
Найвідоміший твір — «Чужоземка» («Cudzoziemka»), яка вважається за один з найкращих психологічних романів міжвоєнного двадцятиліття. Кунцeвічова опрацювала англомовний довідник польської мови та літератури «Сучасна польська проза» («The modern Polish prose», 1945) та антологію польської сучасної літератури англійською мовою «Сучасна польська думка» («The modern Polish mind», 1962). 
Дружина Єжи Кунцевіча (пол. Jerzy Kuncewicz)
Будинок в Казімежу Дольному, де проживала Марія Кунцевічова, має назву Кунцевічувка, від 2005 р. становить відділ Надвіслянського музею. В день свята Відродження Польщі 1974 р. отримала державну нагороду І ступеня.

## Найважливіші твори
- Союз з дитиною (Przymierze z dzieckiem,1927)
- Лице чоловіка (Twarz mężczyzny, 1928)
- Панянське кохання (Miłość panieńska,1932)
- Два місяці (Dwa księżyce,1933)
- Варшавський диліжанс (Dyliżans warszawski,1935)
- Чужоземка (Cudzoziemka, 1936)
- Щоденність подружжя Ковальських (Dni powszednie państwa Kowalskich,1938)
- Ковальські не віднайшли (Kowalscy się odnaleźli,1938)
- Серце краю (Serce kraju,1939)
- Друзі людства (Przyjaciele ludzkości,1939)
- За кордоном (Zagranica,1939)
- Вдома і в Польщі (W domu i w Polsce,1939)
- Місто Ірода. Палестинські нотатки. (Miasto Heroda. Notatki Palestyńskie, 1939)
- Ключі (Klucze,1943)
- Змовини відсутніх (Zmowa nieobecnych,1946)
- Лісник (Leśnik,1952)
- Відкриття Палестини (Odkrycie Patusanu,1958)
- Оливковий гай (Gaj oliwny,1961)
- Дон Кіхот і няньки (Don Kichote i niańki,1965)
- Тристан (Tristan, 1946)
- Фантоми (Fantomy,1972)
- Природа (Natura,1975)
- Фантазія польською мовою (Fantasia alla polacca,1979)
- Слайди. Італійські нотатки (Przeźrocza. Notatki włoskie,1985)
- Новели і прозаїчні чернетки (Nowele i bruliony prozatorskie,1985)
- Листи до Єжи (Listy do Jerzego, 1988)

## Екранізація
- Чужоземка[pl], режисер Ришард Бер[pl], 1986 р.
- Два місяці, режисер Анджей Баранський, 1993 р.(Dwa księżyce, Andrzej Barański,)